# 福森雅武
福森 雅武（ふくもり まさたけ、1944年〈昭和19年〉2月13日 - ）は、日本の陶芸家。三重県伊賀市出身。伊賀焼を代表する窯元「土楽窯」の7代目当主。

## 略歴
- 1944年2月 生誕。
- 1969年 土楽七代目当主となる。
- 1994年4月 銀座吉井画廊にて個展開催。
- 1996年2月 大阪難波高島屋美術画廊にて個展開催。
- 2003年10月 フランスのギャラリー・YOSHI PARISにて個展開催、ほか。

## 人物
昭和19年、伊賀丸柱に生まれる。16歳の時に父親を亡くし、25歳にて土楽窯七代目当主として継承。20代の頃は茶器を扱い、「裏千家の秘蔵っ子」と呼ばれた。
その後、「生活と仕事が分離したところに、美しいものは生まれない」という信念の下、食器作りに邁進するようになった。また、覚性律庵の住職、大阿闍梨・光永澄道の下で「不動明王」「如意仏」などの陶仏も手掛けている（光永は2005年に逝去）。現在でも、土鍋、食器、酒器、花器、陶仏と精力的に創作活動に邁進している。
伝統を重んじ、土も釉薬も伊賀焼本来の伊賀の土であり、型押しの製品がほとんどを占める中、ろくろによる手造りを頑なに守り続けている。伊賀焼の陶土は、約400万年前まで琵琶湖の湖底だった地層から採れ、熱に強いという特徴があると言われる。器は、「日々愛用され、空気のようにそこにある」「時間を吸収し、表情を変えていく」「前に出ず、後ろに下がらず」「使えば料理とともに引き立てあう」をモットーにしている。土楽窯では、職人が福森考案の土鍋・食器を製作している。土楽窯の代表的な作品は、「黒鍋」「文福鍋」などがある。細川護熙の長男・細川護光は福森の弟子である。
伊賀の自然を感受しながら、花を活け、料理をし、骨董を愛でる暮らしぶりは、随筆家の白洲正子にして「新しい茶人」と称せられ、白洲の著書『日本のたくみ』（1981年、新潮文庫）の「土楽さんの焼きもの 福森雅武」で、志村ふくみ、川瀬俊郎らと並び紹介された。また、中島誠之助監修の『新しい和食器の本』（1997年、主婦と生活社）の「全国14陶郷の今を代表する人気陶芸家26人『新作の器』」で、藤岡周平とともに伊賀焼きを代表する陶工として紹介された。白洲のほか、漆芸家で人間国宝の黒田辰秋、武者小路千家の千宗守など様々な人物と出会い、薫陶を受けた。人々は親しみを込めて「土楽さん」と呼ぶ。
2007年には、糸井重里が主催する『ほぼ日刊イトイ新聞』と土楽窯のコラボレーションが実現し、「うちの土鍋の宇宙」と題した土鍋『ベア1号』を製作。また、同年より中日新聞主催の栄中日文化センターにて、伊賀の土での作陶体験や独自料理を実施する「食と器」に関する教室（「土楽食楽」）を開催。2009年には、4女の福森道歩が中心になってデザインした『ほんとにだいじなカレー皿』をコラボレーション作品第2弾として製作した。

## 著書
- 山の木と花（1992年12月、神無書房、ISBN 978-4873580692）
- 土楽花楽 こうして日本を食べている（1999年6月、文化出版局、ISBN 978-4579206728）
- 土楽食楽 伊賀に花を活ける（2001年6月、文化出版局、ISBN 978-4579207701）
- 游行 福雅武の花（2021年2月、亥辰舎、ISBN 978-4904850954）

## 出演

### テレビ番組
- いのちの響（TBS）
- きょうの料理60周年記念 土井善晴 家庭料理と民藝をめぐる旅（NHK Eテレ・2018年3月28日）
- 土楽さんの日日～伊賀陶工に宿る「土・食・花」～（NHK BSプレミアム・2021年2月20日）

### CM
- 太陽生命（2007年）